# Ur-Nammu
Ur-Nammu, o anche Ur-Namma, Ur-Engur, Ur-Gur (𒌨𒀭𒇉; 2112 a.C. – 2095 a.C.), è stato un re sumerico di Ur che regnò tra il XXII e il XXI secolo a.C..
Il suo regno durò circa diciassette anni (secondo la cronologia media dal 2112 al 2095 a.C., secondo la cronologia corta dal 2047 al 2030 a.C.). Fu il fondatore della Terza dinastia di Ur.

## Biografia

### Presa del potere ed estensione del regno
Ur-Nammu inizialmente governò Ur come ensi (ossia governatore) nominato dal re di Uruk che aveva sconfitto i Gutei, Utukhegal. Dopo la morte di quest'ultimo, si proclamò re di Ur e sottomise Uruk e le altre città della Mesopotamia meridionale e fece di Ur la capitale di un vasto regno. L'unico episodio bellico esplicitamente attestato (nel prologo al codice tramandato a suo nome) riguarda la sua vittoria su Nammahani, l'ensi di Lagash e Umma che aveva collaborato con i Gutei. Poiché però iscrizioni con il suo nome sono state trovate fino a Tell Brak, in Siria settentrionale, dobbiamo supporre che abbia condotto campagne militari estendendo notevolmente lo stato verso nord.
Intraprende un processo di centralizzazione del potere, sostituendo nelle città sottomesse gli ensi delle dinastie locali in favore di ensi di nomina regale, cancellando la tradizionale autonomia interna. Questo processo difficilmente avvenne senza conflitti interni, che furono probabilmente taciuti dalla documentazione ufficiale.

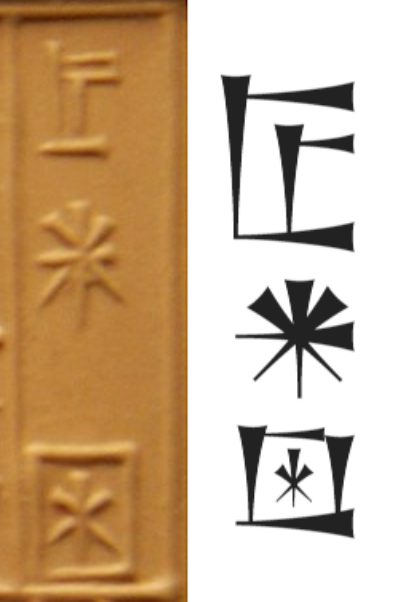
Il nome "Ur-Nammu" scritto in sumero

Ur-Nammu si proclamò "re di Ur, re di Sumer e di Akkad", titolo che fu conservato dai suoi successori e sembra voler riconoscere la parità tra le due componenti etnico-linguistiche dello stato: il sud sumerico e il nord accadico.

Con Ur-Nammu inizia la costruzione dello stato centralizzato che sarà portata a termine dal figlio Shulgi. Egli non riunisce in sé le regalità delle varie città, ma nomina governatori di sua fiducia per governarle.

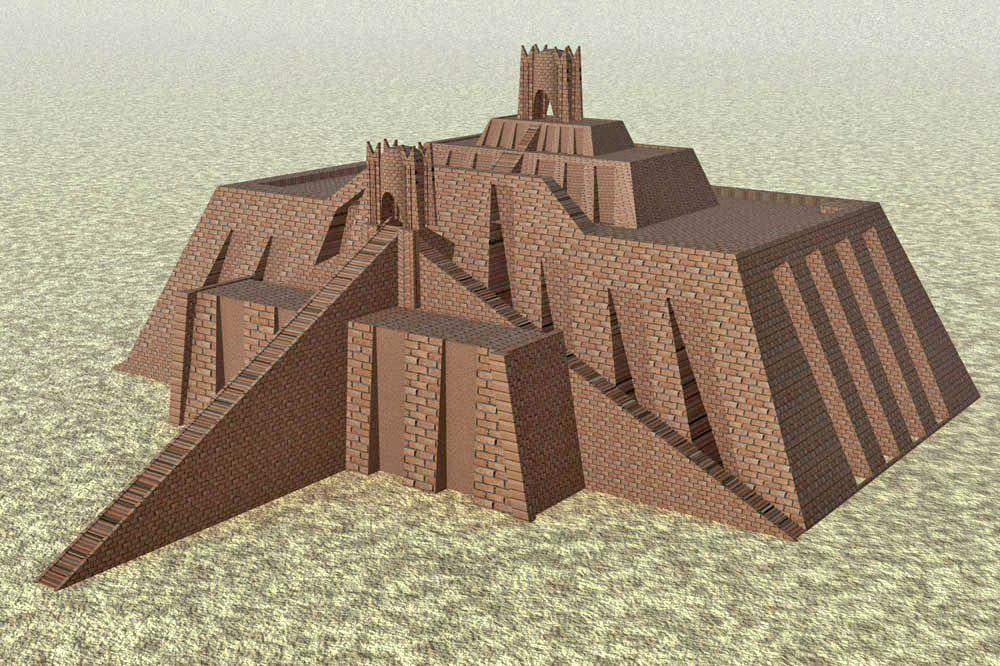
Ricostruzione digitale della ziggurat di Ur eretta da Ur-Nammu

### Attività pacifiche
Tra le tante opere edilizie realizzate (Ur fu quasi ricostruita ex novo) vi sono molti templi: non solo la grande ziggurat di Ur (e la sua stele, di cui rimane qualche frammento), ma anche templi eretti in altre città agli dei locali. Ur-Nammu curò in modo particolare la manutenzione del sistema dei canali e bonificò zone paludose. Durante il suo regno fu anche organizzato un catasto generale di tutto lo stato.

### Il codice
Ur-Nammu è ricordato soprattutto per il suo codice di leggi (il Codice di Ur-Nammu), il più antico fino ad oggi conosciuto, che precede di tre secoli quello di Hammurabi. Il codice, oltre a prevedere le pene per diversi reati, stabilisce le misure standard di capacità e di peso. Attualmente diversi studiosi, sulla base soprattutto di indizi grammaticali, propendono tuttavia ad attribuire il codice al figlio di Ur-Nammu, Shulgi.

### La morte
La morte di Ur-Nammu è celebrata in un inno di lamentazione (La morte di Ur-Nammu) che, più delle gesta compiute dal sovrano in vita, si diffonde sull'accoglienza riservatagli dagli dèi dopo la morte e sulle funzioni assegnategli negli Inferi. In esso, Ur-Nammu è indicato come fratello di Gilgamesh.